# Стадион короля Бодуэна
Стадион им. короля Бодуэна (нидерл. Koning Boudewijnstadion, фр. Stade Roi Baudouin, нем. König-Baudouin-Stadion), до 1995 года — Эйзель (нидерл. Heizelstadion, фр. Stade du Heysel) — футбольный стадион, расположенный в северо-западной части Брюсселя. Домашняя арена футбольной сборной Бельгии.

## История
Стадион был открыт 23 августа 1930 года в дни празднования 100-летней годовщины независимости Бельгии в присутствии принца Леопольда и первоначально был назван «Юбилейным». Построен как украшение плато Эйзель к Бельгийской международной выставке (1935). Вместимость стадиона на то время — 70 тыс. человек.
В 1946 году стадион переименован в «Эйзель». Стадион принимал финалы Кубка европейских чемпионов (1958, 1966, 1974, 1985) и Кубка Кубков (1964, 1976, 1980, 1996). Наивысшая посещаемость зафиксирована в 1958 — 66 тыс. человек.
Кроме того, в 1972 году здесь прошёл финал первенства Европы, в котором сборная ФРГ выиграла у сборной СССР со счётом 3:0.
Несмотря на свой статус домашней арены бельгийской сборной, стадион постепенно изнашивался и к 1985 году буквально осыпался. Тем не менее, стадиону было поручено принимать финал Кубка европейских чемпионов 1984/1985. Перед началом финального матча из-за стычек фанатов английского «Ливерпуля» и итальянского «Ювентуса» произошла трагедия — в давке, спровоцировавшей обрушение одной из несущих стен стадиона, погибли 39 человек, в основном итальянцы.
После этого стадион долгое время принимал только соревнования по лёгкой атлетике.
К 1995 году стадион был перестроен и переименован в честь Бодуэна I. Инвестиции составили ок. $50 млн. Стадион заново открыли 23 августа 1995 и презентовали как новую домашнюю арену для футбольной сборной Бельгии. Вместимость перестроенного стадиона стала меньше — 50 тыс. зрителей.
10 июня 2000 года стадион принимал матч открытия Евро-2000 Бельгия — Швеция. Здесь также прошли все матчи бельгийской команды, 1 четвертьфинал и 1 полуфинал турнира.
26 мая 2006 года Королевская бельгийская футбольная ассоциация приняла решение более не использовать стадион как домашний для национальной сборной по соображениям безопасности зрителей. Однако благодаря усилиям администрации Брюсселя в ноябре 2006 года статус домашней арены был возвращен.